# Emídio Marques de Mesquita
Emídio Marques de Mesquita (Jacareí, 20 marzo 1944) è un ex arbitro di calcio brasiliano, internazionale dal 1984 al 1987.

## Carriera
Attivo a livello statale dagli anni 1970, nel medesimo decennio ha iniziato a dirigere in Série A. È stato affiliato sia alla CBF che alla Federazione Paulista. Ha totalizzato 184 presenze nella massima serie nazionale. Tra i suoi risultati più rilevanti negli incontri internazionali si annovera la presenza nella Coppa Libertadores 1984.